# Helmut Höflehner
Helmut Höflehner nació el 24 de noviembre de 1959 en Gumpenberg (Austria), es un esquiador retirado que ganó 2 Copas del Mundo en disciplina de Descenso y 10 victorias en la Copa del Mundo de Esquí Alpino (con un total de 25 podiums).

## Resultados

### Juegos Olímpicos de Invierno
- 1984 en Sarajevo, Yugoslavia
  - Descenso: 5.º
- 1992 en Albertville, Francia
  - Descenso: 17.º

### Campeonatos Mundiales
- 1985 en Bormio, Italia
  - Descenso: 7.º
- 1987 en Crans-Montana, Suiza
  - Descenso: 14.º
- 1989 en Vail, Estados Unidos
  - Descenso: 7.º

### Copa del Mundo

#### Clasificación general Copa del Mundo
- 1979-1980: 53.º
- 1980-1981: 30.º
- 1981-1982: 24.º
- 1982-1983: 24.º
- 1983-1984: 15.º
- 1984-1985: 8.º
- 1985-1986: 28.º
- 1986-1987: 42.º
- 1987-1988: 69.º
- 1988-1989: 8.º
- 1989-1990: 5.º
- 1990-1991: 20.º
- 1991-1992: 39.º
- 1992-1993: 58.º
- 1993-1994: 74.º

#### Clasificación por disciplinas (Top-10)
- 1980-1981:
  - Descenso: 9.º
- 1981-1982:
  - Descenso: 9.º
- 1982-1983:
  - Descenso: 10.º
- 1983-1984:
  - Descenso: 6.º
- 1984-1985:
  - Descenso: 1.º
- 1988-1989:
  - Descenso: 2.º
- 1989-1990:
  - Descenso: 1.º
- 1990-1991:
  - Descenso: 4.º

#### Victorias de la Copa del Mundo (10)

##### Descenso (10)
| Fecha                   | Lugar                  |
| ----------------------- | ---------------------- |
| 12 de marzo de 1983     | Lake Louise            |
| 2 de febrero de 1984    | Cortina d'Ampezzo      |
| 15 de diciembre de 1984 | Val Gardena            |
| 19 de enero de 1985     | Wengen                 |
| 26 de enero de 1985     | Garmisch-Partenkirchen |
| 10 de diciembre de 1988 | Val Gardena            |
| 22 de diciembre de 1988 | Sankt Anton am Arlberg |
| 27 de enero de 1990     | Val-d'Isère            |
| 29 de enero de 1990     | Val-d'Isère            |
| 4 de febrero de 1990    | Cortina d'Ampezzo      |